# Rodri (football, 1990)
Pour les articles homonymes, voir Rodri.
Rodrigo Ríos Lozano, plus connu comme Rodri, né le 6 juin 1990 à Soria (Castille et Léon, Espagne), est un footballeur espagnol qui joue au poste d'attaquant. 
Né à Soria, c'est à Cabrejas del Pinar puis à Dos Hermanas (Province de Séville) qu'il grandit. Il commence à jouer au football avec La Motilla FC où les recruteurs du Séville FC le repèrent. Rodri débute avec la première équipe de Séville FC lors de la saison 2009-2010. 
Rodri marque un but décisif lors de la dernière journée de la saison 2009-2010 face à UD Almería qui permet à Séville FC de disputer le tour préliminaire de la Ligue des champions.

## FC Barcelone B
En août 2011, il quitte Séville pour rejoindre le FC Barcelone B.

## Équipe d'Espagne
Rodri est régulièrement appelé en équipe d'Espagne Espoirs.